# Ice Climber
Ice Climber — видеоигра в жанре платформер, разработанная и выпущенная компанией Nintendo в 1985 году.

## Сюжет и геймплей
Согласно сюжету, раскрываемому в руководстве пользователя, два эскимоса, Попо (Popo, ポポ) и Нана (Nana, ナナ) преследуют через 32 игровых уровня кондора (コンドル), укравшего у них овощи.
Игрок, управляя вооружённым киянкой эскимосом, должен проложить путь наверх, пробивая бреши в заледеневших перекладинах. Наверху им предстоит поймать самого кондора. В этом ему мешают различные противники: морские котики Topi (トッピー), вороны Nitpicker (ニットピッカー) и белые медведи Polar Bear (ホワイトベア). Каждый из них действует по-особенному. Topi могут со временем заделывать бреши, пробитые игроком, Nitpicker могут беспрепятственно пролетать по перекладинам, а Polar Bear, если игрок слишком долго мешкает, прыжком на месте заставляет игровой экран сместиться вверх. Добравшись до вершины горы, игрок может собрать украденный овощ (обычно это баклажан). На самой вершине игроку предстоит поймать самого вора-кондора.
По мере прохождения вместо обычных ледяных блоков появляются наледи, а также вертикальные перегородки и горизонтально перемещающиеся платформы. Скорость противников при этом начинает возрастать.
В игре также предусмотрен кооперативный режим прохождения двумя игроками, причём они могут как соперничать друг с другом, так и сообща проходить уровни.

## Разработка и релиз
Ice Climber была одной из игр, которая была выпущена одновременно с началом продаж консоли NES в Северной Америке. Впоследствии Nintendo переиздавала игру для своих ведущих консолей, внося некоторые изменения в дизайн и игровой процесс. Так, в версии для NEC PC-8801 была сокращена цветовая палитра и переработан игровой экран, а версия для аркадного автомата Nintendo VS. System под названием Vs. Ice Climber (яп. VSアイスクライマー VS Aisu Kuraimā) имела анимированую заставку, возможность выбора уровня, дополнительные игровые и бонусные уровни и новых противников.
Также были различия и в региональных версиях — в североамериканской и европейской версиях были совершенно другие враги: вместо морских котиков были небольшие йети, а вместо кондора в некоторых уровнях — большая бабочка.
| Имя                         | Дата | Платформа                                            | Примечания                      |
| --------------------------- | ---- | ---------------------------------------------------- | ------------------------------- |
| Ice Climber                 | 1985 | NES/Famicom                                          | [ 2 ]                           |
| Ice Climber                 | 1985 | NEC PC-8801                                          | издатель Hudson Soft            |
| Vs. Ice Climber             | 1985 | Arcade                                               | Nintendo Vs. Series             |
| Ice Climber                 | 1988 | Famicom Disk System                                  | порт Vs. Ice Climber            |
| Ice Climber-e               | 2002 | e-Reader                                             | для e-Reader и Game Boy Advance |
| Ice Climber                 | 2004 | Game Boy Advance                                     | Classic NES Series              |
| Ice Climber                 | 2007 | Wii                                                  | Virtual Console                 |
| Ice Climber                 | 2011 | 3DS                                                  | Virtual Console                 |
| Ice Climber                 | 2013 | Wii U                                                | Virtual Console                 |
| Ice Climber                 | 2016 | Nintendo Classic Mini: Nintendo Entertainment System |                                 |
| Ice Climber                 | 2018 | Nintendo Switch                                      | Nintendo Switch Online          |
| Arcade Archives ICE CLIMBER | 2019 | Nintendo Switch                                      | HAMSTER                         |

## Отзывы
| Сводный рейтинг | Сводный рейтинг |
| Агрегатор       | Оценка          |
| --------------- | --------------- |
| GameRankings    | 64,06 %         |